# 真璃子のオールナイトニッポン
『真璃子のオールナイトニッポン』（まりこのオールナイトニッポン）は、ニッポン放送の深夜番組オールナイトニッポンの水曜2部（毎週水曜日深夜27:00～29:00）で放送されていたラジオ番組。

## 概要
放送期間は1990年4月4日から1992年10月7日。真璃子は、ニッポン放送においては1989年10月から6ヶ月間『真璃子のときめきホームルーム』（毎週日曜日21:00～21:30）という番組のパーソナリティを務めていたが、これに続くレギュラー番組となった。
番組のコンセプト、キャッチフレーズは「とびっきりの朝」ということで、オープニングのあいさつも「こんばんは」ではなく「おはようございます」から始まる。寄せられるハガキの一通一通を時間をかけてじっくり読むほど、リスナーからのメッセージを大切にしていた。オンエアされる曲も新曲はもちろん、1970年代、1980年代の曲も多く（毎週12～13曲はかかっていた）、朴訥と落ち着いた雰囲気で、当時テンションの高い番組が多かったオールナイトニッポンの中では異色の存在であった。そのためか、『走れ!歌謡曲』から流れてきた長距離トラックのドライバーや、高い年齢層のリスナーにもこの番組は支持されていた。午前5時からの「朝からたいへん!つかちゃんです」のリスナーを自称する中高年層からも「少し早起きした時に聴いたのがきっかけで、今では毎週聴いています」等のメッセージがたびたび届いていた。
番組で投稿したハガキ、メッセージなどが紹介されたリスナーは「とびっきりの朝の会員」となり、3cm×4cmの写真を2枚送ると、会員証と会報『この指とーまれ』が毎週送られてくるようになっていた。毎回エンディングに「真璃子と一緒にとびっきりの朝を演出して下さった」皆さんとして、その日ハガキ、メッセージを紹介したリスナーの名前をもう一度全て読み上げていたほか、ディレクター、AD、構成作家、音声、マネージャーなどスタッフの名前も読み上げられ、お礼が述べられていた。
エンディングでは、「あなたにとって素敵な一日になりますように」で番組を締めていた。なお、最終回では、「あなたにとって素敵な日々になりますように」で番組が締められた。
オープニングテーマ曲、番組開始当初はアート・ガーファンクル『So Much in Love』。後期（切替時期不明～最終回）は松居慶子『The First Four Years』。
番組中のフィラー音楽には、ディズニー映画の音楽や、オールディーズ音楽がよく流れていた。

## 番組略歴
- 1990年4月4日　第1回放送。放送一曲目は東京少年の『トビキリの朝』。
- 1990年8月29日　番組初の公開放送「ビーチボーイズをぶっ飛ばせ!」が行われ、その模様を放送。
- 1991年1月2日　南野陽子と本田美奈子をゲストに迎える
- 1991年5月19日　公開録音「2スタじゃあーりませんか」を実施（放送は同年5月22日）。当時番組中で盛り上がっていたチーズ茶漬けの試食会も行われる。
- 1992年2月5日　山口岩男（真璃子の曲「あなたの海になりたい」の作詞・作曲者）をゲストに迎える
- 1992年3月11日　本番組放送100回を記念して「イエスタデイ・ワンス・モア・スペシャル」を放送
- 1992年5月31日　リスナーとのふれあいイベント「高尾山ピクニック」を行う
- 1992年6月17日　2回目の「イエスタデイ・ワンス・モア・スペシャル」
- 1992年9月30日　3回目の「イエスタデイ・ワンス・モア・スペシャル」
- 1992年10月7日　放送最終回。最後の放送曲は第1回放送一曲目と同じく東京少年の『トビキリの朝』。

## 主なコーナー
「イエスタデイ・ワンス・モア」「サウンドタイムマシーン」「詩を朗読するコーナー」の3コーナーは本番組が放送されていた2年6ヶ月全期間にわたり放送されていた。これらのコーナーはいずれも音楽をテーマにしたものであり、一部のファンの間では”ファンタスティックボイス”と言われていた真璃子の声を活かした、本番組の中心的存在だった。その他のコーナーは、いずれも比較的短期間であった。
- テーマ別お便り
番組前半のお便りコーナーは毎週決められたテーマに沿ってお便りを募集していた。FAXで募集することもあった。
- イエスタデイ・ワンス・モア
この番組を代表するコーナー。リスナーから曲のリクエストとその曲にまつわるエピソードなどを募集し、毎週4曲ほどをオンエア、第1回から最終回まで全期間放送されていた。上記、概要の通り2時間全編にわたって本コーナーを行うスペシャルが3回放送された。このコーナーのオープニングテーマ及びエンディングテーマは、カーペンターズの『イエスタデイ・ワンス・モア』。オープニングはこのイエスタデイ・ワンス・モアに乗せて、以下のコメントで始まっていた。

- サウンドタイムマシーン
主に1970年代、1980年代のコンサートの音源を洋楽、邦楽問わず、コンサート・ライヴ収録盤から選んで放送。コーナーのオープニングテーマ及びエンディングテーマは、アコースティック・アルケミーの『キャラバン・オブ・ドリームス』。「今日は○年○月○日、（会場名）で行われました（アーティスト名）さんのコンサートに、みなさんをご招待いたしましょう」のあいさつと、アーティスト・バンドの略歴紹介の後に音楽に入っていた。このコーナーでも、放送して欲しいアーティストのリクエストを受け付けていた。そしてコーナーエンディングは以下のコメントで締めくくられていた。

- 詩を朗読するコーナー（タイトルは特に無し）
リスナーから寄せられた詩を毎週一編、真璃子が朗読。その後に詩の内容に沿って選ばれた曲が一曲流れた。このコーナーもほぼ本番組の2年6ヶ月全期間放送されていた。本番組と同時期に放送されていた『電気グルーヴのオールナイトニッポン』に、このコーナーを茶化したコーナーが一時期存在していた。ただし、本番組では本コーナーにタイトルがなかったためか、電気グルーヴの番組では、別内容である「イエスタデイ・ワンス・モア」のコーナー名が使われていた。[注 4]
- 早起きおやじ
番組初期のコーナー。リスナーが、早起きの父親などおやじ世代の人を推薦し、その「おやじ」と電話をつないで真璃子がトークする。「おやじ」自ら出演希望依頼を出して来たこともあった。
- 悪いことしたなぁ～
リスナーの「悪いことしたなぁ～」な体験談を募集していた。
- はじめてのコーナー
リスナーの色々な初体験話を募集していた。
- 青年の主張
1990年当時放送のコーナー。毎回日用品、服、装飾品など身の回りの品物を１つテーマとして、その品物についてリスナーが感じ取った様々な“主張”を原稿用紙１枚に綴る形で募集していた。
- 真夜中のギャンブラー
ルーレットを回して、玉が入る所をリスナーが予想する。BGMに真璃子の曲『ルーレット』（アルバム『ヴィーナスたちの季節に』収録）が流れていた。
- きょうのしりとり
1991年9月11日スタート。毎回しりとりで決められた頭文字に合わせた面白い一文を募集。一番良かったと判定された作品の最後の文字が次週の頭文字としてお題となった。第1回目は真璃子の「こ」でスタートした。
- いきなり留守番電話
リスナーの家の留守番電話のメッセージの面白さを競うコーナー。
- 君もセナ君
リスナーの色々な「自分はこれだけは早く出来る」という自慢を募集。BGMにはT-SQUAREの『TRUTH』が流れていた。
- 俺たちの気持ち
「ティッシュ」「紙コップ」などになったつもりで、その物がいつもはどう思っているのか、毎週決められたテーマの物の気持ちをリスナーから募集。
- 一発ギャグコーナー
- わらしべ長者コーナー
物々交換をしていくコーナー。Winkの2人の等身大パネルを送ってきたリスナーもいた。
- 今どきの子どもウォッチング
おもしろい子どもや、子どもの会話を報告してもらい紹介するコーナー。
- 君もメジャーデビュー
リスナーがカセットに歌などを録音し、番組に送ってもらってメジャーデビューを目指す。
- 君の名は
名前の由来を募集するコーナー。
- めかたでドン!
番組の構成作家である松井洋介氏がダイエットするにあたり、毎週体重計に載ってその体重を予想するコーナー。
- 北海道への道
1991年前期頃のコーナーで、リスナーからの『チーズ茶漬けが北海道で話題になっている』というような内容の一枚のはがきがきっかけとなって出来たもの。当時チーズ茶漬けの話題を発信していたSTVラジオの午前のワイド番組『中西章一の二人三脚』と、お互いの番組のことを話題にしたフリートークの音源を流したり、番組の会報を交換したりしながらの交流が行われていた。これにより、チーズ茶漬けは当時全国的な展開も見せていた[1]。
- DREAMS COME TRUE
リスナーの夢を紹介するコーナー。当時の番組ディレクターが彼女とドリカムのコンサートに行った帰り道、「僕と君とで人生をDREAMS COME TRUEしようよ」とプロポーズしたエピソードがきっかけでできたコーナー。コーナー名通り、BGMにはDREAMS COME TRUEの曲が流れていた。
- あなたは何を信じますか?
誰も知らないようなおまじない、占い、勝手に作った決め事などを募集。
- プロジェクトM
真璃子の新曲『あなたの海になりたい』が発売されるにあたり、この曲をヒットさせるためのアイデアを募集。リスナーが提案した企画。
- 稲葉先生の恋愛講座
番組スタッフの「稲葉氏」がリスナーの恋愛相談に答える。BGM曲はシューベルト作曲のピアノ五重奏曲≪ます≫。
- 大ボケさんいらっしゃい
番組末期の1992年5月にスタートしたコーナー。周りの人は「あの人は何をやっているんだろう」「あの人は何を言っているのだろう」と思っていても、本人はいたって真面目にそう信じ込んでやっているような「ちょっと大丈夫？」な案件を募集。
- ギャグ満点コーナー
番組最末期の1992年7月から、午前4時前後に放送されていたコーナー。駄洒落、替え歌、なぞかけなどその日のテーマに沿ったネタを募集していた。真璃子が“日浦亭牛乳嫌い”、他の作家、スタッフ、マネージャーが“まきはら家ほくろ”“落とし亭領収書”“浪花家ウキキキキー”と名乗って審査に当たっていた。オープニング及びエンディング曲は『笑点のテーマ』が使われていた。
- ノストラちゃん
1992年7月からのコーナー。プロ野球の試合の結果や翌週発表のオリコンのシングル週間ランキング100位の曲など、これから起こる事象について結果はどうなるか、予想を募集。結果発表の時は実際にそれについての音源も流されることもあった。ちょうどこの時期行われたバルセロナオリンピックについての結果予想も行われていた。オープニング及びエンディング曲はビゼー作曲の歌劇『カルメン』より「第1幕への前奏曲」。
- ものまねものまねドン!
番組最末期のコーナー。真璃子が得意とする物真似を披露するコーナー。リスナーのリクエストに応え、菊池桃子やルパン三世の峰不二子、ピンクの電話の竹内都子などの物真似を披露していた。曲の前やCMの前に一発ギャグ的に披露され、似ていても似ていなくても、弁解の余地を持たせない点が特徴的なコーナー。

※ - 番組後期は普通のお便り紹介に重点を置いていたこともあり、コーナー数は少なかった。

## ジングル
オールナイトニッポンの共通ジングルに加え、番組独自のジングルが少なくとも６種類用意されていた。オールディーズ音楽やディズニーの映画音楽のフレーズにのって、真璃子の澄んだ声で「真璃子のオールナイトニッポン」のボイスが挿入されており、本番組独特の雰囲気を醸し出していた。主にCM前に使われることが多かった。
- ジングルに使われた楽曲の一例
・ニール・セダカ：Braking Up Is Hard to Do（悲しき慕情）
・ジョニー・ソマーズ：One Boy
・クリフ・エドワーズ：When You Wish Upon a Star（星に願いを）〜ディズニー映画『ピノキオ』より
・ピント・コルヴィッグ：Who's Afraid of the Big Bad Wolf（狼なんかこわくない）〜ディズニー映画『三匹の子ぶた』より

## エピソード
・真璃子はラジオ局主催のオーディションでのグランプリ受賞をきっかけにデビューしたため、本番組開始前にもオーディションを主催した文化放送はもちろん、ニッポン放送やTBSラジオの在京３局に加え、FM大阪やKBS京都でも冠番組やレギュラー番組、レギュラーコーナーを経験していた。その一方で、ラジオで何を喋ればいいのかわからず、何度も泣いたことがあるほど苦手意識を持っていた。そのため、本番組を担当することが決まった際には、本番を想定してカセットテープに録音するなどの練習をしたものの、初回放送時には前日から眠れないほどに緊張していた。しかし、それまでのいわゆるアイドルラジオだけでなく、全国ネットの生ワイド番組である本番組での経験を通じ、次第に自信がついてラジオが楽しくなり、ラジオが大好きになったと後年回想している。
・のちに『さんまのお笑い向上委員会』や『ネプリーグ』など、数々のテレビ番組で売れっ子放送作家となる、若き日の松井洋介（チャダ）が番組の構成作家として参画していた。真璃子が話している途中に時折笑い声が聞こえたり、関西弁のツッコミやフォローが入ることがあったが、その多くは松井のものである。
・番組終了から約12年が経過した2005年、伊集院光が自身の番組で、本番組について「（当時のオールナイトニッポンとしては珍しく）オール録音番組だった」「（生放送しない理由は）眠いから」「おはようございますで始まるのは朝録音していたから」等述懐した。
当時、真璃子は芸能活動から事実上引退していたため長らく本人の口から真偽が語られることはなかった。

　その後、芸能活動復帰後にゲスト出演したラジオ番組で、放送開始当初約１年間は生放送であり、その後ドラマ収録（NHK連続テレビ小説『おんなは度胸』（NHK大阪放送局制作）と思われる）等の影響で録音となったこともあるが、すべての回が録音というわけではなかったことを真璃子本人が明かしている。

　また、『オールナイトニッポン55周年記念 オールナイトニッポン55時間スペシャル』の一環として放送された『伊集院光のオールナイトニッポン』の復活特番に真璃子がゲスト出演した際、伊集院からこの件を振られ、すべての回が録音というわけではなかったことを念押ししたうえで、あの頃の自分に言いたいこととして「ちゃんと生放送で全部やった方がよかったよね」と語っている。
・放送期間約2年6か月は、比較的短期間でパーソナリティが入れ替わっていたオールナイトニッポン二部にあって、オールナイトニッポンが二部制だった1973年7月から1999年3月の間において、谷山浩子（約4年間）、白井貴子（約3年間）に次ぎ3番目に長い放送期間であった。
・真璃子の55歳の誕生日を記念して開催された『「真璃子a Go!Go!55thバースデーライブ2023」@border福岡〜あしたの私と待ち合わせ〜』（2023年7月30日開催）では、本番組の人気コーナーで真璃子にとっても思い出深い「イエスタデイ・ワンス・モア」のコーナーのオマージュとして、コーナーのテーマ曲だったカーペンターズの同曲のカバーを真璃子が初めて歌うとともに、コーナーのオープニングコメントをステージで再現、ファンのリクエストに自身の歌で応えた。